# 威爾士親王島 (阿拉斯加州)
威爾士親王島是美國阿拉斯加州的島嶼，屬於亞歷山大群島的一部分，長217公里、寬72公里，面積6,674平方公里，是美國第四大島嶼，最高點海拔高度1,146米。該島大部分區域涵蓋於通加斯國家森林範圍內。